# Beatrice Chebet
Beatrice Chebet (n. 5 martie 2000, Kericho, Rift Valley Province, Kenya) este o atletă ce a reprezentat Kenya, medaliată olimpică. A participat la o ediție a Jocurilor Olimpice (2024) în care a câștigat două medalii de aur în probele de 5000 m și 10.000 m.

## Palmares
| An   | Competiție                               | Locație                   | Loc | Eveniment | Note     |
| ---- | ---------------------------------------- | ------------------------- | --- | --------- | -------- |
| 2017 | Campionatul Mondial de Juniori (sub 18)  | Nairobi, Kenya            | 4   | 3000 m    | 9:33,26  |
| 2018 | Campionatul Mondial de Juniori           | Tampere, Finlanda         | 1   | 5000 m    | 15:30,77 |
| 2019 | Campionatul Mondial de Cros de Juniori   | Aarhus, Danemarca         | 1   | 6 km      | 20:50    |
| 2019 | Campionatul Mondial de Cros de Juniori   | Aarhus, Danemarca         | 2   | echipe    | 20:50    |
| 2019 | Campionatul Africii de Juniori           | Abidjan, Coasta de Fildeș | 1   | 5000 m    | 16:02,66 |
| 2022 | Campionatul Mondial în sală              | Belgrad, Serbia           | 10  | 3000 m    | 8:47,50  |
| 2022 | Campionatul Africii                      | Saint-Pierre, Mauritius   | 1   | 5000 m    | 15:00,82 |
| 2022 | Campionatul Mondial                      | Eugene, Statele Unite     | 2   | 5000 m    | 14:46,75 |
| 2023 | Campionatul Mondial de Cros              | Bathurst, Australia       | 1   | 10 km     | 33:48    |
| 2023 | Campionatul Mondial de Cros              | Bathurst, Australia       | 1   | echipe    | 33:48    |
| 2023 | Campionatul Mondial                      | Budapesta, Ungaria        | 3   | 5000 m    | 14:54,33 |
| 2023 | Campionatul Mondial de Alergare pe Șosea | Riga, Letonia             | 1   | 5 km      | 14:35    |
| 2024 | Campionatul Mondial de Cros              | Belgrad, Serbia           | 1   | 10 km     | 31:05    |
| 2024 | Campionatul Mondial de Cros              | Belgrad, Serbia           | 1   | echipe    | 31:05    |
| 2024 | Jocurile Olimpice                        | Paris, Franța             | 1   | 5000 m    | 14:28,56 |
| 2024 | Jocurile Olimpice                        | Paris, Franța             | 1   | 10 000 m  | 30:43,25 |